# Rhinella rubescens
Espèce
Synonymes
- Bufo rubescens Lutz, 1925

Statut de conservation UICN

 LC  : Préoccupation mineure
Rhinella rubescens est une espèce d'amphibiens de la famille des Bufonidae.

## Répartition
Cette espèce est endémique dans le biome du Cerrado au centre du Brésil. Elle se rencontre dans les États du Pará, du Piauí, du Minas Gerais, du Mato Grosso do Sul, du Goiás et de São Paulo en dessous de 1 500 m d'altitude.

## Description

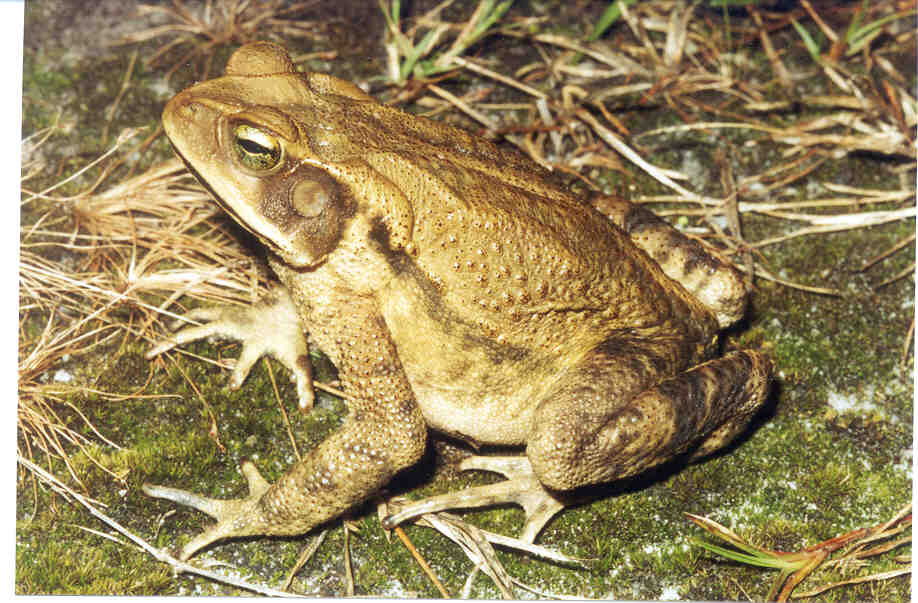
Rhinella rubescens

Les mâles mesurent de 8 à 9 cm et les femelles jusqu'à 12 cm.

## Publication originale
- Lutz, 1925 : Batraciens du Brésil. Comptes Rendus et Mémoires Hebdomadaires des Séances de la Société de Biologie et de ses Filiales, vol. 93, no 2, p. 211-214.